# اسکار هیلیمارک
اسکار کارل نیکولاس هیلیمارک (سوئدی: Oscar Carl Niclas Hiljemark؛ زادهٔ ۲۸ ژوئن ۱۹۹۲) بازیکن فوتبال اهل سوئد است.

## باشگاهی
از باشگاه‌هایی که در آن بازی کرده‌است می‌توان به الفسبورگ، پی‌اس‌وی، پالرمو، جنوآ، پاناتینایکوس، دینامو مسکو و اوبی اشاره کرد.

## تیم ملی
وی همچنین در تیم ملی فوتبال سوئد بازی کرده‌است.